# Leiospora eriocalyx
Leiospora eriocalyx är en korsblommig växtart som först beskrevs av Eduard August von Regel och Johannes Theodor Schmalhausen, och fick sitt nu gällande namn av F. Dvorák. Leiospora eriocalyx ingår i släktet Leiospora och familjen korsblommiga växter. Inga underarter finns listade i Catalogue of Life.